# Rugiloricus renaudae
Espèce
Rugiloricus renaudae est une espèce de loricifères de la famille des Pliciloricidae.

## Distribution
Cette espèce a été découverte à 3 400 m de profondeur dans le canal du Mozambique dans l'océan Indien lors de la campagne BENTHEDI I sur le site DS84 menée sur Le Suroît.

## Description
Cette espèce est hermaphrodite. Sur l'holotype collecté en 1977 décrit par Kristensen, Neves et Gad en 2013, le corps mesure 245 µm de long et la lorica 111 µm de large

## Étymologie
Cette espèce est nommée en l'honneur de Jeanne Renaud-Mornant.

## Publication originale
- Kristensen, Neves & Gad, 2013 : First report of Loricifera from the Indian Ocean: a new Rugiloricus-species represented by a hermaphrodite. Cahiers de biologie marine, vol. 54, no 1, p. 161-171.